# 中德倫特
中德倫特（荷蘭語：Midden-Drenthe，荷蘭語發音：[ˌmɪ.də(n) ˈdrɛn.tə] ⓘ）是荷蘭德伦特省的一個市镇，位於荷蘭東北部。中德倫特設立於1998年，由原市鎮拜伦（Beilen）、斯米尔德（Smilde）与韦斯特博克（Westerbork）合併而成。在1998年至2000年期間，該地曾名為米登费尔德（Middenveld）。

## 外部連結
- Official website（页面存档备份，存于）